# Gil Heron
Gil St Elmo Heron est un footballeur jamaïcain, né le 9 avril 1922 à Kingston et mort le 27 novembre 2008 à Détroit, qui est le premier footballeur noir à porter les couleurs du Celtic Football Club en 1951.
Il est le père du poète et musicien Gil Scott-Heron. 